# Argyreus castetsoides
Argyreus castetsoides är en fjärilsart som beskrevs av Reuss 1926. Argyreus castetsoides ingår i släktet Argyreus och familjen praktfjärilar. Inga underarter finns listade i Catalogue of Life.